# Klaus Haag
Klaus Haag (* 13. Dezember 1954 in Neulußheim)  ist ein deutscher Autor, Übersetzer sowie Literatur- und Sprachwissenschaftler.

## Leben
Klaus Haag studierte Germanistik, Allgemeine Sprachwissenschaften, Philosophie und Anglistik in Heidelberg und promovierte über Semiotik, Ästhetik und Interpretationstheorie. Beruflich war er bisher u. a. als Übersetzer, Dolmetscher, Universitätsdozent, Lektor und Verlagsdienstleister tätig. Als freier Autor publizierte er seit 1974 in zahlreichen Zeitschriften und Anthologien. Haag ist Mitglied des Verbands Deutscher Schriftstellerinnen und Schriftsteller, der Räuber '77 und des Literarischen Vereins der Pfalz, dessen Erster Vorsitzender er von 2006 bis 2016 war.
Klaus Haag schreibt Prosa, Lyrik, Essays, Belletristik, Sachbücher und lebt in Neulußheim und in Speyer.

## Werke
- Fuchskehren. Gedichte. Rhein-Mosel-Verl., Zell/Mosel 2008, ISBN 978-3-89801-218-8.
- Die Dischbumb, Mundartstelzen. Schifferstadt/Pfalz, cjm-Verl., Speyer 2006, ISBN 978-3-938072-06-6.
- Meine liebe grüne Stube: Die Schriftstellerin Sophie von La Roche in ihrer Speyerer Zeit, Marsilius, Speyer 2005, ISBN 978-3929242362.
- Winterwölfe. Gedichte. Marsilius, Speyer 2004, ISBN 978-3-929242-35-5.
- Lesung & Vortrag, zur Theorie und Praxis der öffentlichen Leseveranstaltung. Marsilius, Speyer 2001, ISBN 978-3-929242-23-2.
- Zwischen zwei Dörfern, eine Lußheimer Heimat- und Liebesgeschichte. Marsilius, Speyer 2001, ISBN 978-3-929242-29-4.
- Hobelhüpfen & Klingenspringen. Marsilius, Speyer 1999, ISBN 978-3-929242-17-1.
- Das Elixier, eine Lügengeschichte. cjm-Verl., Speyer 1994, ISBN 978-3-929015-23-2.
- Der metallurgische Spassmacher, Geschichten. Cogito, Speyer 1994, ISBN 978-3-930122-02-8.
- Rückwärts ins Zweitausend vor. Gedichte 1974–1994. Marsilius, Speyer 1994, ISBN 978-3-929242-03-4.
- Der tausendköpfige Drache. Herrschaftssystem und Protesttradition in der Geschichte Chinas und das Massaker in Peking. Mink 1991, ISBN 978-3-923034-12-3.
- Der erste Grad der Freiheit. Edition Ahrens, Verlag Clemens Zerling 1985, ISBN 978-3884680247.
- Die Existenz des Herrn Wussnik – Geschichten. Ems-kopp, Meppen 1981, ISBN 9783922628002.

## Auszeichnungen
- 1980: Erster Preisträger des Mannheimer Literaturpreises der Räuber’77[5]
- 1981: 1. Preis des Mannheimer Kurzgeschichtenwettbewerbs
- 1982: 2. Preis des Mannheimer Lyrikwettbewerbs

## Nachweise
1. ↑  Haag, Klaus. In: Werner Schuder (Hrsg.): Kürschners Deutscher Literatur-Kalender 1981. 58. Jg. Walter de Gruyter, Berlin 1981, S. 367 (online).
2. ↑  Klaus Haag | Autorinnen und Autoren in Baden-Württemberg. Abgerufen am 19. April 2021.
3. ↑  Literarischer Verein der Pfalz thematisiert Literatur und Ökonomie. Abgerufen am 19. April 2021 (deutsch).
4. ↑  Vereinschronik. Abgerufen am 19. April 2021.
5. ↑  Preisträger*innen des Mannheimer Literaturpreises der Räuber’77 – Die Räuber '77. Abgerufen am 19. April 2021 (deutsch).

| Personendaten    | Personendaten                                                           |
| ---------------- | ----------------------------------------------------------------------- |
| NAME             | Haag, Klaus                                                             |
| ALTERNATIVNAMEN  | Holland, Nikolas (Pseudonym)                                            |
| KURZBESCHREIBUNG | deutscher Autor, Übersetzer, sowie Literatur- und Sprachwissenschaftler |
| GEBURTSDATUM     | 13. Dezember 1954                                                       |
| GEBURTSORT       | Neulußheim                                                              |